# Galliano (Luizjana)
Galliano – jednostka osadnicza w Stanach Zjednoczonych, w stanie Luizjana, w parafii Lafourche.